# Randolph, Iowa
Randolph är en ort i Fremont County i Iowa. Vid 2010 års folkräkning hade Randolph 168 invånare.